# 比达友人
比達友人，是馬來西亞的砂拉越南部和印度尼西亞的西加里曼丹省北部幾個土著群體的統稱，他們在語言和文化上大致相似。比達友的意思是指土地的居民。他們是砂拉越和西加里曼丹的主要土著群體之一，居住在馬來西亞砂拉越州的古晉和三馬拉漢周圍的城鎮和村莊，而在印度尼西亞的西加里曼丹省，他們主要集中在桑戈高北部。在砂拉越他們是伊班族後第二大民族，而在西加里曼丹省他們是達雅人中的大部落。

## 位置
比達友人在砂拉越主要分布在:倫樂、石隆门、Penrissen、巴达旺、新生村和西连（即古晋省和西连省）。大多數馬來西亞比達友人村莊可以在這些地區的村地區找到。當地與西加里曼丹邊界相接，在西加里曼丹省他們住在Sanggau區。他們居住的地區主要是在砂拉越河流域和丘陵到山區的森林。他們傳統上從事游耕和狩獵，今天，幾乎所有的傳統長屋都被獨立的房屋所替代，他們以種植旱稻和榴梿作為生計來源。他們的長屋是他們獨特的文化特徵。

## 語言
在砂拉越，一般被認為比達友人說這三種主要的語言群體（Biatah語; Singai-Jagoi語; Bukar和Sadong語），但各方言不能相互理解，英語或馬來語通常用作常用語言。

## 宗教信仰
比達友人傳統上是萬物有靈論，這些信念的殘餘仍然存在。在詹姆斯·布魯克家族統治時代基督教傳教士於1848年到來，帶來教育和現代醫學。現在他們大多數是羅馬天主教徒。差不多90％的比達友人把他們的傳統名字改變為英語名字（因他們信奉基督教），他們雖然已信仰基督教但仍保持祖先和自然崇拜，例如他們慶祝丰收節（6月1日），這是一個慶祝活動，以歡迎稻魂和好收成。現在因為60％人口改宗基督教，年輕一代比達友人只以聖誕節作為他們的第一優先慶典。
大多數比達友村莊有一個羅馬天主教或英國聖公會教堂或清真寺，但很少人是穆斯林，通常村民都是同一宗教信仰。居住在古晉地區的多是聖公會信徒，而石隆门地區的人是天主教徒。
石隆门地區的比達尤人有一個獨特的傳統，實行樹葬，把死者的屍體掛在樹上，讓他們腐爛骨骼留在樹上，現在這個傳統已很少見。

## 名人
- 潘德莉拉，马来西亚第一位获得奥运跳水项目铜牌的选手。
- 利察烈，马来西亚内阁部长。
- 詹姆士达弗，马来西亚内阁部长。